# 阿帕契點天文台
阿帕契點天文台（英語：Apache Point Observatory）是位於美國新墨西哥州克勞德克洛福特南方18英里的森史波特薩克拉門托山頂的一個天文台。這個天文台由屬於天文物理研究聯盟（ARC）所有，並由新墨西哥州立大學（NMSU）管理。望遠鏡和建築物的參訪是受到限制的，但民眾可以參觀廣場的部分。

## 歷史
ARC成立於1984年，主要的目標示建造3.5米的望遠鏡。他最初由五個機構組成：新墨西哥州立大學、華盛頓大學、芝加哥大學、普林斯頓大學和華盛頓州立大學，但後者已經退出。隨著時間的推移，又加入了四個其他機構：普林斯頓高等研究院、約翰霍普金斯大學、科羅拉多大學和維吉尼亞大學。3.5米和0.5米望遠鏡的資金來自財團，但2.5米望遠鏡的資金來源更為廣泛。1米的望遠鏡則是新墨西哥州立大學獨資建造的。

## 望遠鏡

### ARC 3.5米

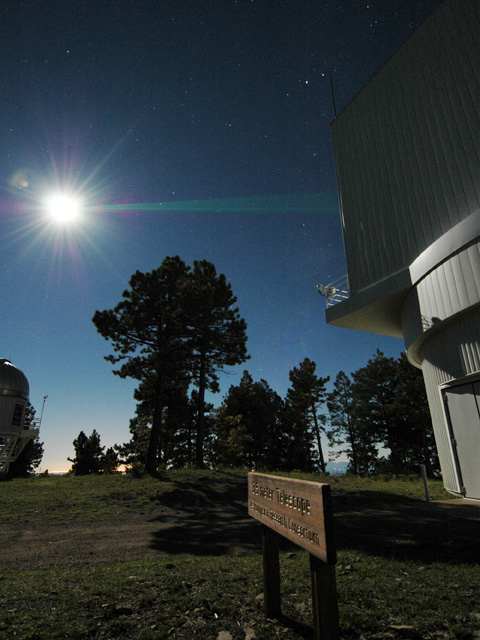
ARC 3.5 m

ARC 3.5米（140英寸）望遠鏡是經緯儀架台的里奇-克萊琴反射鏡，儀器分別安裝在幾個焦點上。建築物的建設於1985年就開始了，但是望遠鏡因為主鏡的構造問題，推遲到1994年11月才能全面運作。這架望遠鏡從1991年至1993年初使用的1.8米鏡片，根據經費分攤的安排，現在安裝於加拿大的羅思尼天文物理天文台。
3.5米望遠鏡有各種光學和近紅外線儀器可供使用，包括：
- ARC 中階梯光柵光譜儀（ARCES），使用2048 x 2048 畫素的 感光耦合元件和解析力R~31,500[6]。
- 雙影像分光儀（The Double Imaging Spectrometer，DIS）是一個低解析的光學分光儀[7]。
- 近紅外照相機/法布立—拍若分光儀（NICFPS）是科羅拉多大學開發的儀器。它使用一個1024 x 1024 的H1RG 汞鎘碲紅外線檢測器和近紅外線法布立—拍若干涉儀。它有許多的窄頻濾鏡，包括 H2、[Fe II]、和[SiVI]。它是天文的法布立—拍若元件中唯一使用液態氮冷卻的[8]。
- SPIcam（The Seaver Prototype Imaging camera）是使用2048 * 2048 畫素CCD的光學影像儀[9]。
- TripleSpec（Tspec）是波長範圍在0.94-2.46微米的中等解析度（R~3500，依選則的狹縫而定）的近紅外光譜儀[10]。

3.5米的望遠鏡也是用在阿帕契點天文台月球雷射測距工作（APOLLO）的月球測距計畫。APOLLO的雷射器自2005年10月開始，一直運作迄今，經常測量地球和月球之間的距哩，精確度可以達到毫米的等級。
3.5米望遠鏡的使用者可以透過網際網路的介面，TUI，以遠端遙控來操作望遠鏡。

## 外部連結
- Astronomy Department （页面存档备份，存于） at NMSU
- Sloan Digital Sky Survey homepage （页面存档备份，存于）
- Apache Point Clear Sky Clock （页面存档备份，存于） Forecasts of observing conditions.